# Campanya de divuit dies
La batalla de Bèlgica, Campanya de Bèlgica o  Campanya de Divuit Dies forma part de la major Batalla de França, una campanya ofensiva llançada per Alemanya durant la Segona Guerra Mundial. Només va durar 18 dies al maig de 1940 i acabà amb l'ocupació alemanya de Bèlgica després de la rendició de l'exèrcit belga.
El 10 de maig de 1940, la Wehrmacht envaí Luxemburg, els Països Baixos i Bèlgica sota el pla operatiu Fall Gelb. Els exèrcits Aliats amb el Pla Dijle van intentar aturar els alemanys a Bèlgica, com que creien que era la principal amenaça alemanya. Després que els francesos havien enviat el millor dels seus exèrcits a Bèlgica entre el 10 i el 12 de maig, els alemanys portaren a terme la segona fase de la seva operació, un trencament a través de la regió de les Ardenes, i avançaren cap al Canal de la Mànega. El Heer arribà al canal en només cinc dies, i va encerclar els exèrcits aliats. Els alemanys gradualment van anar reduint la bossa de les forces aliades i forçar-les cap al mar. L'exèrcit belga es rendí el 28 de maig de 1940, el que acabà la batalla.
La Batalla de Bèlgica va incloure la primera batalla de tancs de la guerra, la batalla de Hannut. En aquells moments va ser la major batalla de tancs de la història, però posteriorment va ser superada per batalles al nord d'Àfrica o al Front Oriental. La batalla de Bèlgica va incloure la batalla del Fort d'Eben-Emael, la primera operació estratègica aerotransportada usant paracaigudistes.
La història oficial alemanya constata que en 18 dies de dura lluita, l'exèrcit belga va ser un dur oponent, i parla de l'«extraordinària valentia» dels seus soldats. El col·lapse belga força la retirada aliada de l'Europa continental. La Royal Navy britànica evacuà els ports belgues durant l'operació Dinamo, permetent a l'exèrcit britànic pogués escapar i continuar la lluita. Bèlgica va ser ocupada pels alemanys fins a l'hivern de 1944-45, quan va ser alliberada pels Aliats.

## Preparació

### Les tenses aliances belgues
L'estratègia belga per a la defensa contra l'agressió alemanya encarava problemes polítics i militars. En termes d'estratègia militar, els belgues eren incapaços d'arriscar-ho tot en una defensa lineal a la frontera germanobelga, en una extensió de la Línia Maginot. Un moviment així deixaria els belgues vulnerable a un assalt alemany a la rereguarda, a través d'un atac pels Països Baixos. Una estratègia així també descansava en què els francesos avancessin ràpidament a Bèlgica i donessin suport a les tropes allà atrinxerades.
Políticament, els belgues no confiaven en els francesos: el Mariscal Philippe Pétain havia suggerit un avanç francès a la regió alemanya del Ruhr usant Bèlgica com a trampolí a l'octubre de 1930 i de nou el gener de 1933. Els belgues temien que això els llançaria a la guerra, la qual cosa volien evitar. Els belgues també temien ser llançats a una guerra com a resultat del pacte francosoviètic de maig de 1935. L'acord francobelga estipulava que Bèlgica havia de mobilitzar-se si els alemanys ho feien, però no estava clar si Bèlgica havia de mobilitzar-se si Alemanya envaïa Polònia.
Els belgues haurien preferit una aliança amb la Gran Bretanya. Els britànics havien entrat a la I Guerra Mundial en resposta a la violació alemanya de la neutralitat belga. Els ports belgues del mar del Nord havien ofert bases valuoses a la Marina Imperial Alemanya, i un atac així podria oferir bases a la Kriegsmarine i a la Luftwaffe per llançar possibles operacions ofensives estratègiques contra el Regne Unit en un conflicte proper. Però el govern britànic no s'amoïnava gaire per les preocupacions belgues. La manca d'aquest compromís van provocar que Bèlgica es retirés de l'Aliança Occidental, el dia abans de la reocupació alemanya del Rin. La remilitarització alemanya del Rin serví per convèncer els belgues que ni britànics ni francesos lluitarien pels belgues; i l'estat major belga decidí defensar els seus propis interessos, sols si era necessari.

### El lloc de Bèlgica a l'estratègia aliada
Els francesos s'enfurismaren per la declaració oberta de neutralitat que proclamà el rei Leopold III a l'octubre de 1936. L'exèrcit francès no veia determinades aquestes assumpcions estratègiques; no podia esperar més cooperació dels belgues què que defensessin la seva frontera oriental, permetent un atac alemany dirigit cap a la frontera francesa. Els francesos depenien de quanta col·laboració poguessin obtenir dels belgues. Aquesta situació impedia que els francesos poguessin tenir cap defensa preparada a Bèlgica per desmuntar un atac, una situació que els francesos volien evitar si equivalia a permetre que les divisions panzer alemanyes lliuressin una batalla mòbil. Els francesos consideraren envair Bèlgica en resposta a un atac alemany al país. Però els belgues, reconeixent el perill alemany, prepararen disposicions defensives, així com arranjaments d'intel·ligència i reconeixements aeris disponibles per l'adjunt militar francès a Brussel·les.
El pla Aliat per ajudar Bèlgica era el Pla Dijle; el bo i millor de les tropes aliades, que incloïen les divisions cuirassades franceses, avançarien fins al riu Dijle en resposta a una invasió alemanya. L'elecció d'una línia aliada establerta per reforçar els belgues a l'est del país, a la línia Mosa-Canal Albert, mantenint l'estuari de l'Escalda, enllaçant línies defensives franceses al sud amb les belgues que protegien Gant i Anvers, semblava ser l'estratègia defensiva més sòlida.
La feblesa del punt era que, políticament al ment, abandonava la major part oriental del país als alemanys. Militarment posava els aliats darrere d'angles rectes a les defenses frontereres franceses; mentre que pels britànics, amb les comunicacions situades als ports de la badia de Biscaia, anava paral·lela al seu front. Malgrat el risc d'enviar tropes a la Bèlgica central i un avanç cap a les línies de l'Escalda i del Dijle, que hagués estat vulnerable a un moviment de flanc, Maurice Gamelin, el comandant francès, aprovà el pla i va ser l'estratègia aliada durant l'esclat de la guerra.
Els britànics, sense cap exèrcit al camp i amb el rearmament endarrerit, no podia desafiar l'estratègia francesa, que havia assumit el paper preeminent a l'Aliança Occidental. Amb poques opcions d'oposar-se als francesos, l'estratègia britànica per les accions militars arribà en forma de bombardeig estratègic sobre la indústria del Ruhr.

### Estratègia militar belga
Fins a la retirada oficial belga de l'Aliança occidental, els belgues es negaren a participar en cap mena de trobada oficial amb els gabinets militars francès o britànic pel temor de comprometre la seva neutralitat. Els belgues no veien com a inevitable una invasió alemanya i estaven decidits que si tenia lloc una invasió hauria de ser resistida a les noves fortificacions com la d'Eben-Emael.
Els belgues havien pres mesures per reconstruir les seves defenses a la frontera alemanya des de l'ascens al poder de Hitler el gener de 1933. El govern belga havia vist amb una alarma creixent la sortida alemanya de la Societat de Nacions, el seu repudi del Tractat de Versalles i les seves violacions del Tractat de Locarno. El govern incrementà les inversions en la modernització de les fortificacions a Namur i Liège. Es crearen noves línies de defensa al canal Maastricht-'s Hertogenbosch, unint el Mosa, l'Escalda i el Canal Albert. La protecció de la frontera oriental, basada principalment en la destrucció de carreteres, va confiar-se a noves formacions (unitats de ciclistes de frontera, els Chasseurs Ardennais). El 1935 ja s'havien completat les defenses belgues. Tot i això, es creia que les defenses no serien adequades. Es necessitava una gran reserva mòbil significativa per protegir les zones de rereguarda, i com a resultat es considerà que la protecció contra un assalt sobtat per les tropes alemanyes no seria prou. També calien grans reserves humanes, però un projecte de llei creat per possibilitar un servei militar més llarg i entrenament per a l'exèrcit va rebutjar-se basant-se en el fet que incrementaria els compromisos militars belgues així com l'exigència dels aliats perquè participessin en conflictes lluny de la llar.
El rei Leopold III pronuncià un discurs el 14 d'octubre de 1936 davant del Consell de Ministres, al qual va intentar convèncer la gent (i el Govern) que calia reforçar les defenses. Dissenyà tres punts militars principals per l'increment del rearmament :
1. El rearmament alemany, seguint la remilitarització absoluta d'Itàlia i Rússia han fet que altres estats, fins i tot aquells deliberadament pacifistes com Suïssa o els Països Baixos, hagin de prendre precaucions excepcionals.
2. Hi ha hagut un canvi enorme en els mètodes de la guerra de resultes del progrés tècnic, en particular en l'aviació i en la mecanització, que les operacions inicials d'un conflicte armat ara podrien ser d'una força, velocitat i magnitud tals per alarmar països petits com Bèlgica
3. Les nostres ansietats s'han incrementat per la reocupació de Renània i pel fet que les bases alemanyes per l'inici d'una possible invasió alemanya s'han traslladat a zones properes a la nostra frontera.[27]

El 24 d'abril de 1937, França i Gran Bretanya realitzaren una declaració pública segons la qual la seguretat de Bèlgica era pels Aliats Occidentals, i que defensarien les seves fronteres d'acord contra qualsevol agressió, tant fos si aquesta estava dirigida únicament contra Bèlgica, o bé com a mitjà per obtenir una base des d'on llançar la guerra contra "d'altres estats". Els britànics i els francesos, sota aquestes circumstàncies, alliberaren Bèlgica de les seves obligacions de Locarno a lliurar assistència mútua en cas d'un atac alemany contra Polònia, mentre que britànics i francesos mantenien les seves obligacions militars vers Bèlgica.
Militarment, els belgues consideraven que la Wehrmacht era més forta que els aliats, en particular que l'exèrcit britànic i de participar en intents d'apropaments als Aliats hauria resultat en que Bèlgica es convertiria en un camp de batalla sense els aliats adequats. Els belgues i els francesos estaven confusos sobre que podien esperar de l'altre si o quan comencessin les hostilitats. Els belgues estaven decidits a mantenir les fortificacions a través del Canal Albert i el Mosa, sense retirar-se fins que arribés l'exèrcit francès. Gamelin no estava interessat a impulsar el seu Pla Dijle fins a tan lluny. Estava preocupat pel fet que els belgues poguessin ser expulsats de les seves defenses i haguessin de retirar-se fins a Anvers, com succeí el 1914. de fet, les divisions belgues que protegien la frontera haurien de retirar-se cap al sud per enllaçar amb els francesos. No s'informà d'això Gamelin. Fins al punt en què els belgues estaven preocupats, el Pla Dijle tenia avantatges. En canvi del limitat avanç aiat fins a l'Escalda, o de trobar-se amb els alemanys a la frontera franco-belga, el moviment cap al riu Dijle reduiria el front Aliat a la Bèlgica central en 70 km, alliberant més forces per a emprar-les com a reserva estratègica. Es creia que se salvaria més territori, en particular les regions industrials orientals. També tenia l'avantatge d'absorbir les formacions belgues i neerlandeses (incloent-hi unes 20 divisions belgues). Gamelin justificaria el Pla Dijle després de la derrota emprant aquests arguments.
El 10 de gener de 1940, en un episodi conegut com l'Incident de Mechelen, el major alemany Hellmuth Reinberger s'estavellà amb Messerschmitt Bf 108 prop del poble de Mechelen aan de Maas. Reinberger portava els primers plans de la invasió alemanya d'Europa occidental que, com Gamelin esperava, presentava una repetició del Pla Schlieffen del 1914 i una amenaça alemanya per Bèlgica (que la Wehrmacht expandí per incloure els Països Baixos) i per endinsar-se a França. El pla no era més que una temptativa d'ocupar el Benelux com una base des d'on llançar ofensives navals, aèries i terrestres.
Els belgues sospitaren que era una trampa, però els plans van prendre's seriosament. La intel·ligència belga i l'agregat militar a Colònia van sospitar correctament que els alemanys no haurien iniciat la invasió amb aquest pla. Suggerí que els alemanys intentarien atacar per les Ardenes belgues i avançarien cap a Calais, amb l'objectiu d'encerclar els exèrcits aliats a Bèlgica. Els belgues havien previst correctament que els alemanys intentarien una Kesselschlacht (una batalla de caldera), és a dir, una batalla d'encerclament), per destruir els seus enemics. Els belgues havien previst el pla alemany tal com el presentà Erich von Manstein.
L'Alt Comandament Belga advertí els francesos i els britànics de les seves preocupacions. Temien que el pla Dijle no només posaria en perill la posició estratègica belga, sinó que també tota l'ala esquerra del front aliat. El rei Leopold III i el general Raoul Van Overstraeten, l'ajudant de camp del rei, advertí Gamelin i l'alt comandament francès de les seves preocupacions el 8 de març i el 14 d'abril. Van ser ignorats.

### Plans belgues per a operacions defensives

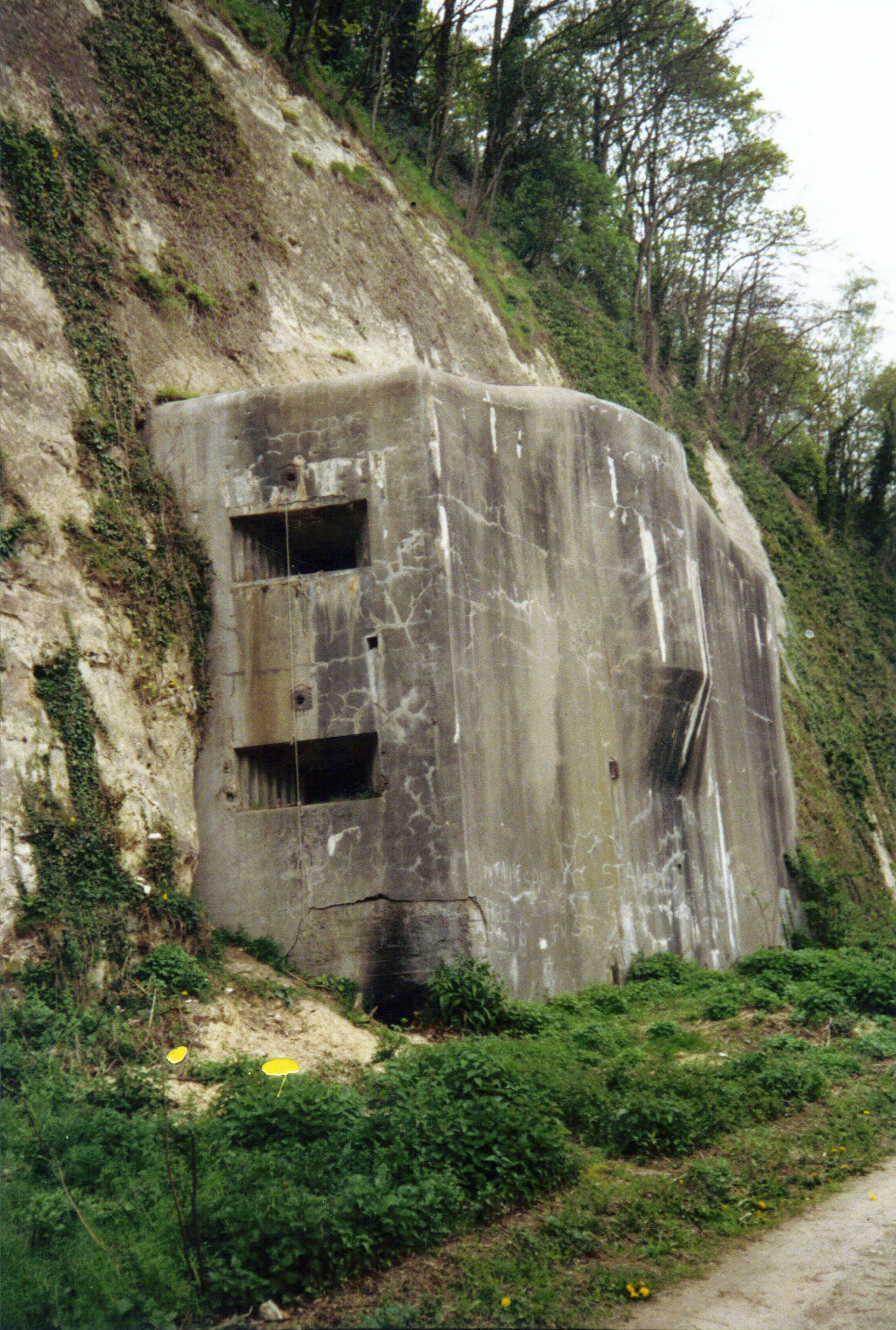
Eben-Emael:els belgues esperaven alentir severament els alemanys mitjançant aquestes fortificacions

El pla belga, en cas d'una agressió alemanya (en itàlica a l'original), preveia per:
(a) Una posició retardant entre al Canal Albert entre Anvers i Lieja i al Mosa entre Lieja i Namur, que s'espera mantenir bastant per a permetre a les tropes franceses i britàniques ocupar la línia Anvers-Namur-Givet. S'havia anticipat que les forces de les potències serien en acció al tercer dia de la invasió. 

(b) Retirada fins a la posició Anvers-Namur 

(c) L'exèrcit belga haurà de mantenir el sector, excloent Leuven, però incloent Anvers, com a part de la principal posició defensiva aliada.
En un acord amb els exèrcits britànic i francès, el Setè Exèrcit francès, sota el comandament d'Henri Giraud, hauria d'avançar per Bèlgica, passar l'estuari de l'Escalda a Zelanda si era possible, per dirigir-se a Breda, als Països Baixos. El Cos Expedicionari Britànic (British Expeditionary Force, B.E.F.) britànica, comandada per Lord Gort, hauria d'ocupar la posició central a la bossa Brussel·les-Gant en suport de l'exèrcit belga que mantenia les principals posicions defensives a uns 20 km de Brussel·les. La principal posició defensiva d'Anvers hauria de ser protegida pels belgues, a només 10 km de la ciutat. El Setè Exèrcit francès hauria de moure's entre Zelanda i Breda, passada la frontera neerlandesa. Els francesos estarien llavors en una posició per protegir el flanc esquerre de les forces belgues que protegien Anvers i amenaçaven el flanc nord alemany.
Més a l'est, es construïren posicions de retard a les zones tàctiques immediates al Canal Albert, que s'unien amb les defenses del Mosa a l'oest de Maastricht. La línia es desviava al sud i continuava fins a Lieja. La línia Maastricht-Lieja estava molt ben protegida. El Fort Eben-Emael protegia el flanc nord de la ciutat, el país descansava en la profunditat estratègica de les forces belgues ocupant la ciutat i l'eix d'avanç cap a l'oest del país. Cap al sud-oest corrien més línies defensives, cobrint la línia Lieja-Namur. L'exèrcit belga també tenia el benefici del Primer Exèrcit francès, avançant cap a Gembloux i Hannut, al flanc sud de la B.E.F. i cobrint el sector del riu Sambre. Això cobria la línia de les defenses belgues entre les principals posicions defensives belgues a la línia del Dijle amb Namur al sud. Encara més al sud, Novè Exèrcit francès avançà cap a Givet-Dinant al riu Mosa. El Segon Exèrcit francès era responsable dels darrers 100 km de front, i cobria Sedan, el Mosa inferior, la frontera entre Bèlgica i Luxemburg i el flanc nord de la línia Maginot.

### Plans operatius alemanys

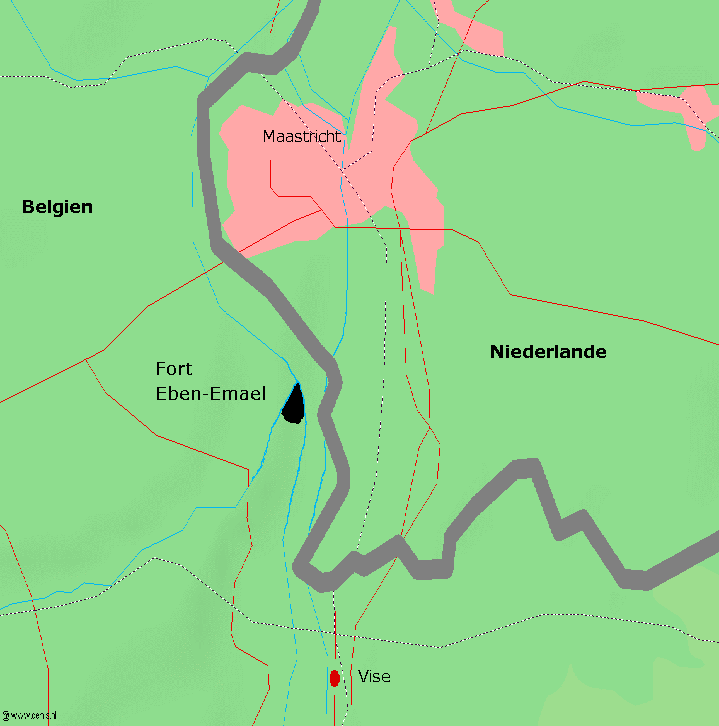
Mapa de la zona entre Bèlgica i els Països Baixos propera al Fort Eben-Emael: el fort protegia els caps de pont estratègics vitals que penetraven a Bèlgica.

El pla alemany d'atac requeria que el Grup d'Exèrcits B avancés i fes front al Primer Grup d'Exèrcits Aliats a la Bèlgica central, mentre que el Grup d'Exèrcits A realitzaria l'assalt sorpresa per les Ardenes. Bèlgica havia d'actuar com un front secundari. El Grup d'Exèrcits B només va rebre quantitats limitades d'unitats mòbils i cuirassades, mentre que la major part del grup d'exèrcits estava format per infanteria. Un cop havien arribat al Canal de la Mànega, totes les unitats cuirassades i la major part de la infanteria motorizada van ser retirades del Grup d'Exèrcits B i lliurades a l'A, per tal de reforçar les línies de comunicació alemanyes i per evitar un trencament aliat.
Però aquest pla podia fracassar si no es conquerís terreny prou ràpidament per separar els aliats en dos fronts. Per tal d'evitar això hi havia les defenses del Fort d'Eben-Emael i del Canal Albert. Els tres ponts sobre el canal eren la clau per permetre un tempo operatiu alt al Grup d'Exèrcits B. Els ponts sobre el canal a Veldwezelt, Vroenhoven i Kanne a Bèlgica i Maastricht a la frontera neerlandesa eren l'objectiu. El fracàs en conquerir aquests ponts hauria deixat el VI. Armee, l'exèrcit més septentrional del Grup B, atrapat a l'enclavament de Maastricht-Canal Albert i subjecte al foc d'Eben-Emael. El fort havia de ser capturat o destruït.
Adolf Hitler convocà al tinent general Kurt Student de la 7. Flieger-Division per discutir l'assalt. En primer lloc suggerí realitzar un salt paracaigudista convencional realitzat per forces paracaigudistes per assetjar i destruir els canons dels ponts abans que s'apropessin les unitats terrestres. Com a suggeriment va ser rebutjada perquè els transports Junkers Ju 52 eren massa lents i segurament serien vulnerables a l'artilleria antiaèria neerlandesa i belga. Altres factors per rebutjar-ho eren les condicions atmosfèriques, que podrien fer caure els paracaigudistes lluny del fort i dispersar-los massa. Un salt de 7 segons des d'un Ju-52 a només l'alçada mínima operativa podia comportar una separació de 300 metres.
Hitler era coneixedor d'un defecte potencial a les defenses: els sostres eren plans i sense protecció; i va voler saber si un planador, com els DFS 230, podria aterrar allà. Student respongué que es podria fer, però només 12 avions i a la llum del dia; i, per tant, només podrien portar entre 80 i 90 paracaigudistes a l'objectiu. Llavors Hitler revelà l'arma tàctica que aconseguiria que aquesta operació estratègica funcionés en introduir el Hohlladungwaffe (càrrega-buida), una arma explosiva de 50 kg que destruiria els emplaçaments dels canons. Aquesta unitat tàctica serviria com a punta de llança per a la primera operació estratègica aerotransportada de la història.

## Forces participants

### Les forces belgues
L'exèrcit belga podia reunir 22 divisions, que disposaven de 1.338 peces d'artilleria, però només 10 tancs. Els belgues començaren la mobilització el 25 d'agost de 1939 i el maig de 1940 muntaren un exèrcit de 18 divisions d'infanteria, dues divisions de Chasseurs Ardennais (parcialment motoritzades) i dues divisions de cavalleria motoritzada, sumant uns 600.000 homes. Les reserves belgues havien ser capaces de reunir 900.000 homes. L'exèrcit, però, no disposava de blindats ni de canons antiaeris.
Després de completar la mobilització de l'exèrcit belga, podria haver reunit el cinc cossos regulars i dos cossos d'exèrcit de reserva consistents en dotze divisions d'infanteria regular, dos divisions de Chasseurs Ardennais, sis divisions d'infanteria de reserva, una brigada de guàrdies fronterers ciclistes, un cos de cavalleria de dues divisions i una brigada de cavalleria motoritzada. L'exèrcit tenia dos regiments d'artilleria antiaèria i quatre d'artilleria de camp, així com una quantitat desconeguda de personal de fortalesa, enginyers i senyals.
El Cos Naval Belga va resucitar el 1939. La majoria de la flota mercant belga, d'uns cent vaixells, aconseguí evitar la captura dels alemanys. Sota els termes de d'un acord Marina Belga-Royal Navy aquests vaixells, i uns 3.350 mariners i tripulants, van passar a control britànic durant l'extensió de les hostilitats. El Quarter General de l'Almirallat belga estava situat a Oostende, sota el comandament del Major Henry Decarpentrie. La primera divisió Naval estava estacionada a Oostende, mentre que la segona i la tercera estaven a Zeebrugge i a Anvers.

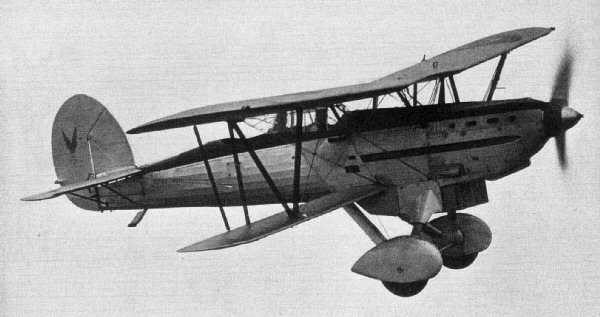
Un Fairey Fox de la Aéronautique Militaire Belge

La Força Aèria Belga (Aéronautique Militaire Belge, AéMI), havia començat a modernitzar a poc a poc la seva tecnologia aeronàutica. Havien encarregat Brewster Buffalo, Fiat CR.42, Hawker Hurricane, Koolhoven F.K.56, Fairey Battle, bombarders lleugers Caproni Ca.312 i avions de caça i reconeixement Caproni Ca.335; dels quals només els havien lliurat els Fiats, els Hurricanes i els Battles. La mancança de tipus moderns significava que les versions d'un seient del bombarder lleuger Fairey Fox estaven sent emprats com a caces.
La AéMI disposava de 250 avions de combat. Almenys eren 90 eren caces, 12 eren bombarders i 12 eren de reconeixement. De tots ells, només 50 eren raonablement moderns. Quan incloiren avions de transport i enllaç de tots els serveis, s'arribà a una força total de 377 avions, però d'aquests només 118 estaven disponibles el 10 de maig de 1940. De tots ells estaven operatius uns 78 caces i uns 40 bombarders.
La AéMi estava sota el comandament de Paul Hiernaux, que havia rebut la seva llicència de pilot just abans de l'esclat de la Primera Guerra Mundial, i havia ascendit al càrrec de comandant en cap al 1938. Hiernaux organitzà el servei en 3 regiments aeris, el primer (1er Régiment d'Aéronautique), que disposava de 60 avions; el segon (2e Régiment d'Aéronautique), que en disposava de 53 avions; i el tercer (3e Régiment d'Aéronautique), amb 79 màquines.

### Forces franceses
Els belgues van rebre grans reforços provinent de l'Exèrcit francès. El Primer Exèrcit francès estava format pel Cos de Cavalleria del general René Prioux. El cos va rebre la 2e Division Légère Mécanique (2e DLM) i la 3e Division Légère Mécanique (3e DLM), destinades a defensar el bossa de Gembloux. Les forces cuirassades consistien en 176 dels formidables tancs lleugers SOMUA S35s i 239 Hotchkiss H35. Ambdues classes eren superiors a la majoria dels tancs alemanys, tant en blindatge com en potència de foc. La 3a DLM disposava de 90 S35s i 140 H35s.
El 7è Exèrcit francès havia de protegir la punta nord del front aliat. Estava format per la 1a DLM, i les divisions motoritzades 25a i la 9a, que avançarien fins a Breda.
El tercer exèrcit que entrà en acció en terra belga va ser el Novè. Era més feble que el Setè i que el Primer. El Novè Exèrcit estava format per divisions d'infanteria, amb l'excepció de la 5a Divisió Motoritzada. La seva missió era protegir el flanc sud dels exèrcits aliats, al sud del riu Sambre i just al nord de Sedan (Ardenes). Més al sud, a França, hi havia el Segon Exèrcit, protegint la frontera franco-belga entre Sedan i Montmédy: els dos exèrcits francesos més febles estaven protegint la zona de la principal amenaça alemanya.

### Les forces britàniques
Els britànics eren la força més petita a Bèlgica. La BEF, a les ordres del General Lord Gort VC, consistia en 152.000 homes formats en dos Cossos, cadascun amb dues divisions. S'esperava enviar dos exèrcits de dos cossos cadascun, però mai no s'arribà a aquesta escala de mobilització. El I Cos estava comandat pel tinent general John Dill, després pel tinent general Michael Barker, i aquest pel major general Harold Alexander. El II Cos estava comandat pel tinent general Alan Brooke. Posteriorment se'ls afegiria el III Cos, comandat pel tinent general Ronald Adam.
La RAF contribuí amb 9.392 homes del RAF Advanced Air Striking Force, sota el comandament del vicemariscal de l'aire Patrick Playfair.
Al maig de 1940 la BEF tenia 394.165 homes, dels quals més de 150.000 homes formaven part de la logística de rereguarda, i tenien poc entrenament militar. El 10 de maig de 1940 la BEF estava formada per 10 divisions (no totes a plena potència), 1.280 peces d'artilleria i 310 tancs.

### Les forces alemanyes
El Grup d'Exèrcits B estava a les ordres de Fedor von Bock. Estava format per 26 divisions d'infanteria i 3 panzers per envair els Països Baixos i Bèlgica. De les 3 divisions panzer, la 3a i la 4a havien d'operar a Bèlgica englobats al XVI Armeekorps del Sisè Armee. La 9a Divisió Panzer formava part del Divuitè Armee, la qual, després de la batalla dels Països Baixos, donaria suport a la penetració a Bèlgica juntament amb el Divuitè Armee i cobriria el seu flanc nord.
La força cuirassada del Grup d'Exèrcits B sumava 808 tancs, dels quals 282 eren Panzer Is, 288 eren Panzer IIs, 123 eren Panzer IIIs i 66 eren Panzer IVs; a més de 49 tancs de comandament. Els regiments cuirassats de la 3a Divisió Panzer consistia en 117 Panzer Is, 128 Panzer IIs, 42 Panzer IIIs, 26 Panzer IVs i 27 tancs de comandament. La 4a Divisió Panzer disposava de 136 Panzer Is, 105 Panzer IIs, 40 Panzer IIIs, 24 Panzer IVs i 10 tancs de comandament. La 9 Panzer, programada inicialment per operacions als Països Baixos, era la més feble amb només 30 Panzer Is, 54 Panzer IIs, 123, 66 Panzer IIIs i 49 Panzer IVs.
Els elements de la 7. Fliegerdivision i de la 22a Divisió d'Infanteria d'Aterrament Aeri, que havien de participar en el Fort Eben-Emael, havien de formar part de l'atac, sent nomenades Sturmabteilung Koch (Destacament d'Assalt Koch) pel seu comandant Hauptmann Walter Koch. La força va ser reunida al novembre de 1939. Estava principalment formada per paracaigudistes del 1r Regiment Paracaigudista i enginyers de la 7a Divisió Aèria, així com alguns pilots de la Luftwaffe.
La Luftwaffe envià 1.815 avions de combat, 487 de transports i 50 planadors per l'assalt dels Països Baixos. El IV. Fliegerkorps del General der Flieger Generaloberst Alfred Keller havia de realitzar els atacs inicials sobre l'espai aeri belga. La força de Keller consistia del Lehrgeschwader 1 (Stab. I., II., III., IV.), el Kampfgeschwader 30 (Stab. I., II., III.) i el Kampfgeschwader 27 (III.). El 10 de maig Keller disposava de 363 avions (224 útils), reforçats pel VIII. Fliegerkorps del Generalmajor Wolfram von Richthofen, amb 550 avions (420 útils). A més, tenia el Jagdfliegerführer 2 de l'Oberst Kurt-Bertram von Döring, amb 462 caces (313 útils).
El quarter general del IV. Fliegerkorps de Keller operaria des de Düsseldorf, LG 1. El kg. 30 tenia la base a Oldenburg, i el seu III. Gruppe tenia la base a Marx. Els reforços per Döring i Von Richthofen provenia del North Rhine-Westphalia, i les bases a Grevenbroich, Mönchengladbach, Dortmund i Essen.

## Batalla

### Operacions de superioritat aèria alemanya
Al vespre del 9 de maig, l'adjunt militar belga a Berlín va donar a entendre que els alemanys atacarien l'endemà. A la frontera es detectaren moviments ofensius de tropes estrangeres. A les 00:10 del 10 de maig de 1940 al Quarter General un esquadró no identificat donà l'alarma. La temporada 01:30 donà l'alerta total. Les tropes belgues van dirigir-se a les seves posicions de desplegament. Els exèrcits aliats realitzaren el seu pla Dijle el matí del 10 de maig, i s'apropaven a la rereguarda belga. El rei Leopold es dirigí al seu Quarter General, prop de Briedgen, Anvers.
La Luftwaffe era la punta de llança de la batalla aèria sobre els Països Baixos. La seva primera missió era l'eliminació de les forces aèries belgues. Malgrat una superioritat numèrica absoluta, amb 1.375 avions dels quals 957 eren útils, la campanya aèria sobre Bèlgica va tenir un èxit limitat el primer dia. A les 04:00 es realitzaren els primers atacs aeris, dirigits contra aeròdroms i centres de comunicació. Va tenir un gran impacte sobre la AéMi, que el 10 de maig només disposava de 179 avions.
Gran part dels èxits van ser obra dels subordinats de Richthofen, en particular del kg. 77 i el seu comandant, l'Oberst Dr. Johann-Volkmar Fisser inclinat cap al to VIII. Fliegerkorps, va ser citat pel Generalmajor Wilhelm Speidel. Comentà que "...era el resultat de la ben coneguda tendència del general comandant a portar a terme la seva pròpia guerra privada." El kg. 77 de Fisser destruí les basses principals del AéMi, amb l'ajut del kg. 54. Els caces del JG 27 eliminaren dos esquadrons belgues a Neerhepsen, i durant el vespre, el I./St.G 2 destruí nou dels quinze caces Fiat CR.42 a Brustem. A Schaffen, un nucli de la ciutat de Diest, tres Hawker Hurricanes de l'Escadrille 2/I/2 van ser destruïts i sis més van resultar danyats quan una onada de He 111s va llançar-se sobre ells en enlairar-se. Dos més van ser destruïts als hangars. A l'aeròdrom de Nivelles, 13 CR42s van ser destruïts. L'únic altre èxit va ser la destrucció de 8 avions a Beleste del kg. 27.
A l'aire els combats també només tenien un color. Dos He 111s, dos Do 17s i tres Bf 109s van resultar abatuts per Gloster Gladiators i Hurricanes. A canvi, vuit Gladiators belgues, cinc Fairey Foxs i un CR42 van resultar abatuts pels JG 1, 21 i 27. El 18è esquadró de la RAF envià dos Bristol Blenheims per operar sobre el front belga, però ambdós van ser abatuts pels Bf 109. Al vespre del 10 de maig, les xifres alemanyes indicaven 30 avions belgues destruïts a terra i 14 (a més de dos bombarders de la RAF) a l'aire amb només 10 pèrdues. Les demandes de victòries possiblement estan subestimades. Un total de 83 avions belgues (principalment avions d'entrenament) van ser destruïts. La AéMI volà només 146 sortides durant els sis primers dies. Entre el 16 i el 28 de maig, la AéMI realitzà només 77 operacions. Passà la majoria del temps retirant-se i emportant-se el combustible davant dels atacs de la Luftwaffe.

### 10-11 de maig: les batalles a la frontera

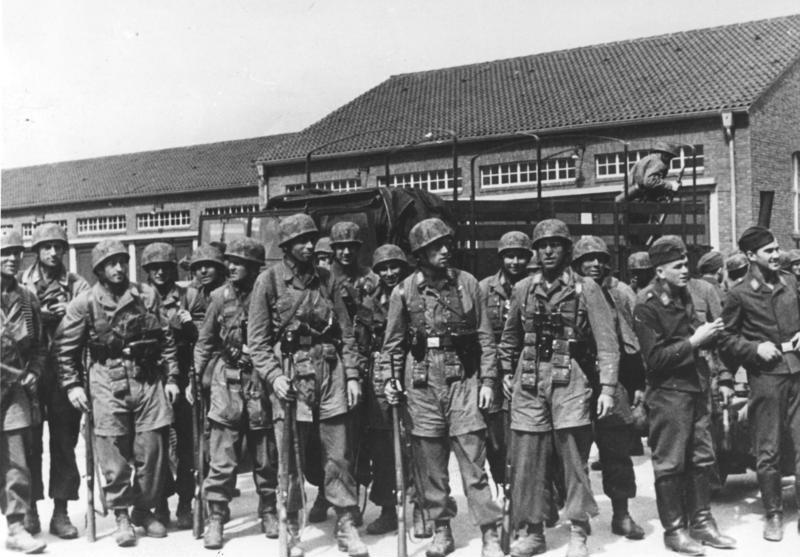
Els guanyadors d' Eben-Emael: Fallschirmjäger del Sturmabteilung Koch

Els planificadors alemanys havien reconegut la necessitat d'eliminar el Fort d'Eben-Emael si havien de penetrar cap a l'interior de Bèlgica. Es decidí desplegar forces aerotransportades (Fallschirmjäger) per aterrar dins del perímetre de la fortalesa usant planadors. En utilitzar explosius especials i llançaflames per destruir les defenses, els Fallschirmjäger penetrarien la fortalesa. En la posterior batalla, la infanteria alemanya superaria els defensors de la 7a divisió d'infanteria en 24 hores. La principal línia defensiva belga havia estat superada i la infanteria alemanya havia aconseguit caps de pont pel Canal Albert abans que els britànics poguessin arribar-hi 48 hores després. Els Chasseurs Ardennais, més al sud, obeint les ordres del seu comandant, es retiraren darrere del Mosa, destruint els ponts al seu pas.

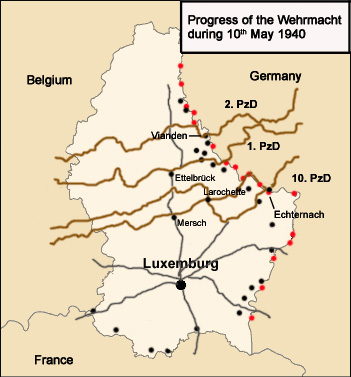
L'operació Niwi va ser dissenyada per la ruta de les divisions panzer a través de les rutes de Luxemburg i Bèlgica.

Hi van haver més operacions ofensives aerotransportades a Luxemburg, es van conquerir cinc travessies i rutes de comunicació que portaven a França. L'ofensiva, portada a terme per 125 voluntaris de la 34a divisió a les ordres de Wenner Hedderich, aconseguiren realitzar les seves missions volant cap als seus objectius en Fieseler Fi 156 Störche. El cost va ser la pèrdua de 5 avions i 30 morts.
Amb el fort conquerit, les divisions d'infanteria belgues 4a i 7a s'enfrontaven a la perspectiva de lluitar un enemic sobre un terreny relativament sòlid (per a operacions cuirassades). La 7a divisió s'enfortí per mantenir les seves posicions i mantenir la infanteria alemanya a la riba oest. Les unitats tàctiques belgues realitzaren diversos contraatacs. A Briedgen van aconseguir reconquerir el pont i destruir-lo; mentre que a Vroenhoven i a Veldwezelt els alemanys havien tingut temps d'establir caps de pont forts i rebutjaren els atacs.
El 10 de maig es realitzà al sud de Bèlgica una poc coneguda operació aerotransportada, l'«operació Niwi». Els objectius d'aquesta operació eren que dues companyies del 3r batalló regiment d'infanteria Großdeutschland amb avions Fi 156 a Nives i a Witry al sud del país, per tal d'obrir un pas per les divisions panzer 1a i 2a, que avançaven a través de les Ardenes belgues i luxemburgueses. El pla original preveia emprar avions de transport Junkers Ju 52, però el poc espai necessari per aterrar dels Fi 256 (només 27 metres) van fer que s'empressin 200 d'aquests avions. La missió operativa era:
1. Tallar les comunicacions del senyal i enllaços de missatges a les carreteres Neufchâteau-Bastogne i Neufchâteau Martelange (Neufchâteau era la ciutat més gran del sud del país)
2. Evitar l'arribada de les reserves de la zona de Neufchâteau
3. Facilitar la captura dels fortins i avanç de l'exercint pressió en contra de la línia de fortins al llarg de la frontera des de la rereguarda.[72]

La infanteria alemanya s'enfrontava amb diverses patrulles belgues equipades amb vehicles cuirassats T-15. Rebutjaren diversos contraatacs, entre els quals un de la 1a divisió lleugera d'infanteria Ardennes. Sense suport, els almenys van encarar un contraatac aquell vespre portat a terme per elements de la 5a divisió de cavalleria francesa, dirigit pel general Charles Huntziger del Segon Exèrcit francès, que tenia una important força cuirassada. Els alemanys van veure's obligats a retirar-se. Els francesos, però, fracassaren en perseguir les unitats alemanyes en retirada, aturant-se a una barrera de pega. L'endemà al matí, la 2a divisió Panzer havia arribat a la zona i la missió havia quedat acomplerta. Des de la perspectiva alemanya, l'operació frenà més que no pas ajudà el Cos Panzer de Heinz Guderian. El regiment havia bloquejat les carreteres, i, contra les perspectives, evitaren que els reforços francesos arribessin a la frontera, a més que destruïren les comunicacions telefòniques belgues, evitant que el comandament contactés amb les unitats al front. La 1a divisió lleugera no rebé l'ordre de retirar-se i s'enfrontà als blindats alemanys, aturant el seu avanç.
El fracàs de les tropes franco-belgues en tapar l'escletxa de les Ardenes va ser un error fatal. Els belgues s'havien retirat lateralment cap a la invasió inicial i havien demolit i bloquejat rutes d'avanç, que subjectaven les unitats del Segon Exèrcit francès que avançaven cap a Namur i Huy. Sense cap centre de resistència, els enginyers d'assalt alemanys van poder netejar els obstacles sense oposició. El retard de la Infanteria Lleugera Ardenes, considerada com una formació d'elit, podria haver causat a les unitats cuirassades alemanyes va demostrar-se als combats per Bodange, on la 1a divisió Panzer va estar-s'hi vuit hores. Aquesta batalla va ser el resultat d'una caiguda de les comunicacions i va anar al revés de les intencions operatives de l'exèrcit belga.

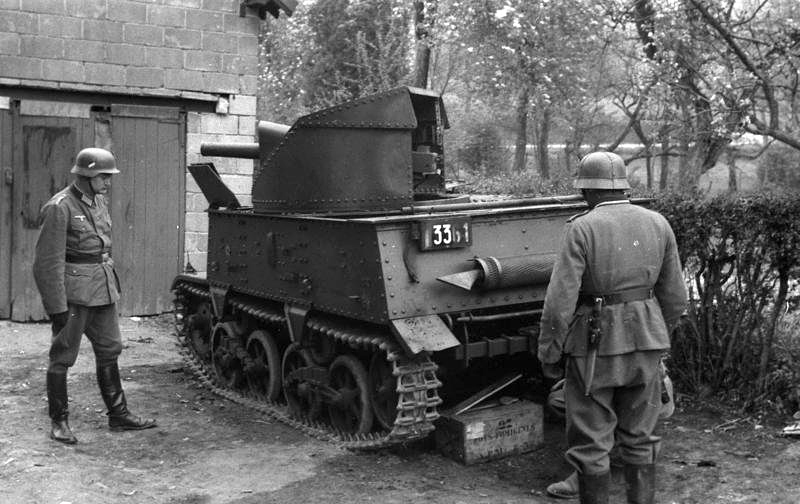
Un tanc T13 belga abandonat, maig de 1940.

Mentrestant, al sector central belga, en no poder restaurar el seu front mitjançant un atac terrestre, els belgues intentaren bombardejar els ponts i les posicions que els alemanys havien capturat intactes i que tenien en les seves mans l'11 de maig. Un esquadró sense identificar que intentà fer-ho va perdre 11 dels seus 12 avions durant una missió. Les operacions contra-aire alemanyes tenien com a punta de llança el Jagdgeschwader 26 de Hans-Hugo Witt, responsable de 82 victòries en combat aeri entre l'11 i el 13 de maig. Malgrat aquests èxits aparents de les unitats de caces alemanyes, la batalla aèria no va ser monocolor. El matí de l'11 de maig, deu Junkers Ju 87 Stukas del Sturzkampfgeschwader 2 van ser abatuts mentre que atacaven les forces belgues a la bossa Namur-Dinant, malgrat la presència de dos Jagdgeschwader— el 27 i el 51. Malgrat tot, els alemanys informaren d'una resistència aèria afeblint-se al nord de Bèlgica pel 13 de maig.
Durant la nit de l'11 de maig, la 3a divisió d'infanteria britànica del major general Bernard Law Montgomery arribà a la seva posició al riu Dijle a Leuven. La 10a divisió d'infanteria belga també ocupà la seva posició, els confongué amb paracaigudistes i els rebé a trets. Els belgues es negaren a cedir, però Montgomery afirmà haver aconseguit el que volia situant-se ell mateix a les ordres de les forces belgues, sabent que quan els alemanys arribessin a l'abast de l'artilleria els belgues es retirarien.
Alan Brooke, comandant del II Cos cercava posar la qüestió de la cooperació amb el rei Leopold. El rei discutí la qüestió amb Brooke, que sentia que es podria arribar a un compromís. Van Overstraeten, l'ajuda del rei, afirmà que la 10 divisió belga no podia moure's. En canvi, els britànics haurien de moure's més al sud i quedar completament lliures de Brussel·les. Brooke va dir al rei que la 10a divisió estava al costat equivocat de la línia Gamelin i que estaven exposats. Leopold delegà en el seu conseller i cap d'estat major. Brooke considerà que Overstaeten no era coneixedor de la situació ni de les disposicions de la BEF. Com que el flanc esquerre de la BEF descansava sobre el seu aliat belga, els britànics desconfiaren sobre les capacitats militars belgues.
Els aliats tenien més temes per lamentar-se sobre les defenses anti-tanc belgues a la línia del Dijle, que cobria la bossa Namur-Perwez, la qual no estava protegida per cap obstacle natural. Només dies abans de l'atac, el Quarter General descobrí que els belgues havien situat les seves defenses anti-tanc (defenses "de Cointet") diversos kilòmetres a l'est del Dijle entre Namur-Perwez.
Després de mantenir la riba oest del Canal Albert durant gairebé 36 hores, les divisions belgues 4a i 7a es retiraren. La captura d'Eben-Emael permeté als alemanys passar els panzers del VI.Armee. La situació per a les divisions només era retirar-se o quedar encerclats. Els alemanys avançaren entre Tongeren i ara es trobaven en una posició per escombrar cap al sud de Namur, que podria amenaçar a embolicar totes les posicions del Canal Albert i Lieja. Sota aquelles circumstàncies, les dues divisions es retiraren. Al vespre de l'11 de maig, el comandament belga retirà les seves forces fins darrere la línia Namur-Anvers. L'endemà, el Primer Exèrcit francès arribà a Gembloux, entre Wavre i Namur, per omplir la "bossa de Gembloux". Era una àrea plana, mancada de posicions preparades o trinxeres.
El Setè Exèrcit francès, al flanc nord de la línia belga, protegint Bruges-Gant-Oostende i, cobrint els ports marítims, havia avançat veloçment a Bèlgica i els Països Baixos. L'11 de maig arribaren a Breda; però els paracaigudistes alemanys havien assetjat el pont de Moerdijk al riu Hollands Diep, al sud de Rotterdam, impossibilitzant que els francesos enllacessin amb l'exèrcit neerlandès. Els neerlandesos es retiraren al nord de Rotterdam i Amsterdam.
El Setè Exèrcit francès girà cap a l'est i es trobà amb la 9a divisió panzer a Tilburg, a uns 20 km a l'est de Breda. La batalla va concloure amb la retirada francesa fins a Anvers, patint els assalts de la Luftwaffe. Posteriorment ajudarien en la defensa de la ciutat. La Luftwaffe havia donat prioritat a atacar la punta de llança als Països Baixos del Setè Exèrcit, tot amenaçant el cap de pont de Moerdijk. Els Kampfgeschwaders 40 i 54, juntament amb Ju 87s del VIII. Fliegerkorps, col·laboraren en fer-los retrocedir. La por davant la possibilitat que els reforços aliats arribessin a Anvers obligaren a la Luftwaffe a cobrir l'estuari de l'Escalda. El KG 30 va bombardejar i enfonsar dues canoneres i tres destructors neerlandesos, a més de malmetre seriosament dos destructors de la Royal Navy. Però en general el bombardeig va tenir un efecte limitat.

### 12-14 de maig: les batalles a la plana central belga
Durant la nit de l'11-12 de maig, els belgues van retirar-se fins a la línia del Dijle i realitzar una sèrie de demolicions i retirades a la rodalia de Tongeren.
Durant el matí del 12 de maig, el rei Leopold III, el general van Overstraeten, Édouard Daladier, el general Alphonse Georges (comandant del 1r Grup d'Exèrcits Aliat, format pels exèrcits francès 1r, 2n, 7è i 9è i la B.E.F.) i el general Henry Royds Pownall, cap de l'estat major de Gort, es reuniren per a una conferència militar a prop de Mons. S'acordà que l'exèrcit belga ocuparia la línia Anvers-Leuven, mentre que els seus aliats s'encarregarien de defensar els extrems nord i sud del país.
El III Cos belga i les seves divisions 1a Chasseurs Ardennais, 2a i 3a s'havien retirat de les fortificacions de Lieja per evitar quedar encerclats. Un regiment, el Regiment de la Posició fortificada de Lieja, quedà al darrere per interrompre les comunicacions alemanyes. Més al sud, la posició fortificada de Namur, en mans del III Cos belga (5a divisió i 2a Chasseurs Ardennais), juntament amb la 12a divisió francesa, van retardar accions alemanyes i participar amb diverses missions de demolició mentre protegien la posició.
Els belgues havien acomplert l'única missió independent que se'ls havia assignat: mantenir la línia Lieja-Canal Albert el temps suficient perquè les unitats aliades ocupessin la línia Namur-Anvers-Givet. Durant la resta de la campanya, els belgues van executar les seves operacions d'acord amb el pla aliat conjunt.
Els soldats belgues lluitaren en accions de rereguarda mentre que d'altres unitats belgues ja estaven a la línia del Dijle treballant per organitzar millors posicions defensives a la bossa Leuven-Anvers. El 2n regiment de Guides i el 2n de Ciclistes Carabiners de la 2a divisió de cavalleria belga cobrí la retirada de les divisions 4a i 7a, distingint-se particularment a la batalla de Tirlemont i a la batalla de Haelen
A la llum de la retirada de la principal línia defensiva, ara que estava reforçada pels exèrcits britànic i francès, el rei Leopold realitzà la següent proclama per millorar la moral després de les derrotes al Canal Albert:
Soldats

L'exèrcit belga, brutalment assaltat per un atac per sorpresa sense paral·lel, va combatre forces millor equipades i amb l'avantatge d'una formidable força aèria, durant tres dies va realitzar operacions difícils, l'èxit de les quals és de summa importància per la conducció general de la batalla i pel resultat de la guerra.

Aquestes operacions ens requeriran esforços excepcionals a tots (oficials i tropa), mantingut dia i nit, malgrat la tensió moral portada fins als límits a la vista de la devastació causada per un invasor despietat. Però, malgrat la severitat del judici, us comportareu amb gallardia.

La nostra posició millora a cada hora; les nostres files s'estan tancant. En els dies crítics que tenim al davant, reunireu totes les vostres energies, fareu qualsevol sacrifici per tal d'aturar la invasió.

Tal com va passar al 1914 al Yser, també ara les tropes franceses i britàniques compten amb vosaltres: la seguretat i l'honor del país està a les vostres mans.

Leopold. 

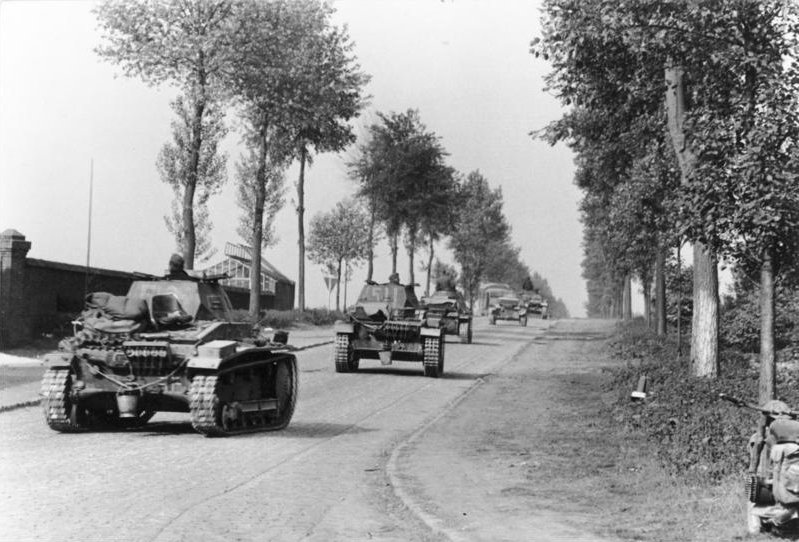
Tancs Panzer I alemanys a la Bèlgica occidental, maig de 1940

Pels aliats, el fracàs belga en mantenir les seves fronteres orientals (es creia que serien capaços de mantenir-les dues setmanes) va ser una decepció. Els caps d'estat major aliats volia evitar una batalla mòbil sense cap defensa fortificada fixada fins on retrocedir i esperaven que la resistència belga aguantaria fins que s'hagués pogut establir una línia defensiva. Malgrat tot, una breu calma caigué sobre el front Dijle l'11 de maig que permeté als exèrcits aliats per entrar en posició pel moment en què tingué lloc el primer gran assalt l'endemà. La cavalleria aliada entrà en posició i la infanteria i l'artilleria arribaven al front més lentament, en ferrocarril. Tot i que no ho sabien, el Primer Grup d'Exèrcits Aliat i l'exèrcit belga eren inferiors en homes i potència de foc al VI. Armee del general Walther von Reichenau.
El matí del 12 de maig, en resposta a la pressió belga i a les necessitats, la Royal Air Force i l'Armée de l'Air van realitzar diversos atacs aeris sobre els ponts de Maastricht i el Mosa, en mans alemanyes, per evitar que aquest penetressin a Bèlgica. Des del 10 de maig els aliats havien realitzat 74 sortides. El 12 de maig, 11 dels 18 bombarders Breguet 693 francesos van resultar abatuts. La RAF Advanced Air Striking Force, que disposava de la major força de bombarders aliada, va passar de 135 avions a 72. Les missions van ser posposades 24 hores a causa que el foc antiaeri i dels caces defensius eren massa forts.
Els resultats dels bombardeigs són difícils de determinar. El diari de guerra del XIX Korps cità el 14 de maig:
La finalització del pont militar a Donchery no s'ha portat a terme a causa del gran foc d'artilleria i els atacs de bombarders sobre el punt de transició... Durant tot el dia les 3 divisions han patit constantment atacs aeris – especialment en la travessia i en els ponts. La nostra cobertura de caces és inadequada. Les demandes [per a un increment en la protecció de caces] encara no tenen resposta. 
Les operacions de la Luftwaffe inclogueren una nota en la qual "una vigorosa activitat de caces enemics que ha fet que el nostre reconeixement es vegi majoritàriament impedit". Malgrat això, es donà una protecció inadequada als bombarders de la RAF contra la força de l'oposició alemanya sobre la zona de l'objectiu. En total, dels 109 Fairey Battles i Bristol Blenheims que atacaren les columnes i les comunicacions aliades a la zona del Sedan, se'n van perdre 45. El 15 de maig, el bombardeig diürn va disminuir-se significativament. De 23 avions emprats, 4 no en van tornar. Igualment, gràcies a la presència dels caces aliats, el diari del IXII constata que "el cos ja no té a la seva disposició el seu propi reconeixement de llarga distància... [Els esquadrons de reconeixement] ja no estan en una posició per portar a terme un reconeixement vigorós i extensiu, car, degut a les baixes, més de la meitat d'avions ja no estan disponibles."

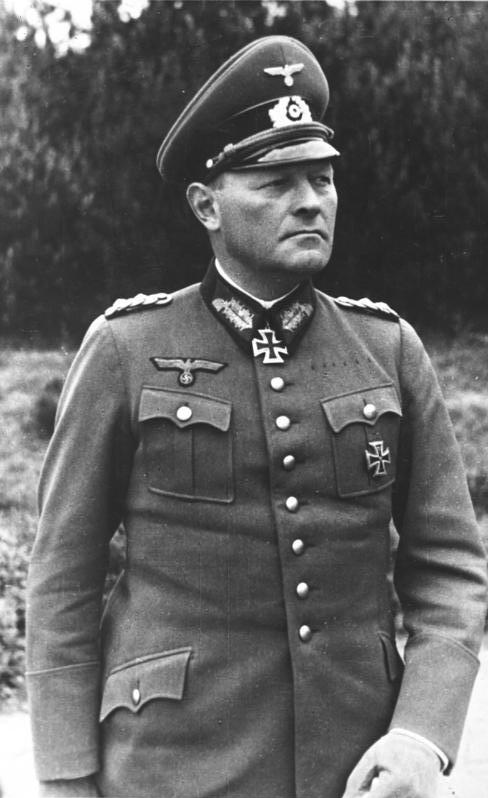
El General Erich Hoepner, comandant del XVI Armeekorps a la batalla de Hannut, l'ofensiva de la bossa de Gembloux

El combat més seriós que va tenir el 12 de maig va ser l'inici de la batalla de Hannut (12-14 de maig). Mentre que el Grup d'Exèrcits A alemany avançava per les Ardenes belgues, el VI. Armee del Grup d'Exèrcits B llançà una ofensiva dirigida a la bossa de Gembloux. Gembloux ocupava una posició a la plana de Bèlgica, tractant-se d'un espai sense fortificar ni atrinxerar a la principal línia defensiva belga. La bossa s'estrenia des de la punta sud de la línia del Dijle, des de Wavre al nord fins a Namur al sud, cobrint entre 20 i 30 km. Després d'atacar el sortint de Maastricht i de derrotar les defenses belgues a Lieja, que obligaren a retirar-se al 1r Cos belga,i el XVI Cos Motoritzat Panzer, sota el comandament el general Erich Hoepner i que comptava amb les divisions panzer 3a i 4a, llançà una ofensiva a la zona on els francesos erròniament esperaven la principal amenaça alemanya.
La bossa de Gembloux estava defensada pel Primer Exèrcit francès, amb sis divisions d'elit incloent les divisions lleugeres mecanitzades 2a i 3a. El Cos de Cavalleria Prioux, comandat per Rene-Jacques-Adolphe Prioux, havia d'avançar 30 km més enllà de la línia per donar una pantalla pel moviment.
Les divisions cuirassades franceses 1a i 2a havien de moure's darrere del Primer Exèrcit francès per defensar les seves línies principals en profunditat. El Cos de Cavalleria Prioux era equivalent a un Panzerkorps i havia d'ocupar una línia de pantalla sobre els aliats a Tienen-Hannut-Huy. El pla operatiu reclamava que el Cos retardés l'avanç alemany a Gembloux i a Hannut fins que els elements principals del Primer Exèrcit haguessin arribat a Gembloux i s'haguessin atrinxerat allà.
El Panzerkorps de Hoepner i la cavalleria de Prioux toparen a Hannut el 12 de maig. Al contrari de la creença popular, els alemanys no superaven en nombre els francesos. Habitualment es deia que els alemanys disposaven de 623 tancs, per 415 els francesos. Les divisions Panzer III i IV disposaven de 280 i 343 tancs, respectivament. La 2a i la 3a DLM disposaven de 176 Somuas i 239 Hotchkiss H35s. A més d'aquest hi havia una quantitat considerable de Renault AMR-ZT-63s al Cos de Cavalleria, equivalents o superiors en termes d'armament als Panzer I i als Panzer IIs. Això també val pels més de 90 vehicles blindats Panhard 178 de l'exèrcit francès. El seu canó principal de 25mm podia penetrar el blindatge del Panzer IV. En termes de tancs eren capaços d'enfrontar-se i de superar una acció tanc-tanc, a més que els alemanys només disposaven de 73 Panzer III i 52 Panzer IV. Els francesos tenien 176 SOMUA i 239 Hotchkisses. Les unitats alemanyes de tancs també disposaven de 486 Panzer I i II, amb una valor combatiu dubtós vistes les seves pèrdues durant la campanya de Polònia.
Les forces alemanyes podien comunicar-se per ràdio durant la batalla i podien dirigir-se al punt de l'esforç principal inesperadament. Els alemanys també disposaven de tàctiques d'armes combinades, mentre que el desplegament tàctic francès era rígid i lineal heretat de la I Guerra Mundial. Els tancs francesos no disposaven de ràdio i sovint els comandants havien de desmuntar per rebre ordres. Malgrat els desavantatges experimentats pels alemanys en blindats, van aconseguir guanyar la mà el 12 de maig, encerclant diversos batallons francesos. La capacitat combativa de la 2a DLM francesa aconseguiren derrotar les defenses alemanyes que vigilaven la bossa i alliberaren les unitats allà atrapades. Contràriament als informes alemanys, els francesos resultaren victoriosos el primer dia, evitant que els francesos poguessin arribar a Gembloux o assetgessin Hannut. El resultat del primer dia de batalla va ser:
| « | L'efecte sobre els tancs lleugers alemanys va ser catastròfic. Virtualment tots els canons des dels 25mm i superiors penetraven els 7-13mm del Panzer I. Tot i que el Panzer II se'n sortí una mica millor, especialment aquells que havien estat rearmats des de la Campanya de Polònia, les seves pèrdues van ser altes. Tal era la frustració de les tripulacions d'aquests Panzers lleugers davant de les màquines cuirassades franceses més pesades que alguns van recórrer a accions desesperades. Es parla d'un comandant de panzer intentant pujar a un Hotchkiss H-35 amb un martell, suposadament per trencar els periscopis, però que va caure i va ser esclafat per les erugues del tanc. Veritablement al final del dia, Prioux tenia raó en afirmar que els seus tancs havien tret el millor. El camp de batalla als voltants de Hannut estava cobert de tancs destruïts, el gruix dels quals eren panzers alemanys, i dels quals la immensa majoria eren Panzers I i II. | » |
| — | |   |

L'endemà, 13 de maig, els francesos van ser destruïts pel seu pobre desplegament tàctic. Van situar els seus blindats en una feble línia entre Hannuy i Huy, sense deixar cap defensa en profunditat, que era el punt d'enviar els blindats francesos cap a la bossa de Gemloux en primer lloc. Això deixà a Hoepner amb una oportunitat per atacar contra la 3a DLM i aconseguir una penetració en aquell sector. A més, sense reserves darrere del front, els francesos renunciaven a la possibilitat de llançar un contraatac. La victòria va veure el Panzerkorps maniobrant sobre el 2n DLM sobre el seu flanc esquerre. El 3r Cos belga, va retirar-se des de Lieja, i oferir reforçar el front francès de la 3a DLM, però l'oferta va ser rebutjada.
El 12 i 13 de maig, la 2a DLM no va perdre cap AFV, però la 3a va perdre 30 SOMUAs i 75 Hotchkisses. Els francesos, però, destruïren 160 tancs alemanys. Però a causa del pobre desplegament lineal francès els alemanys van tenir l'oportunitat de trencar per una escletxa, abandonant-se tot el camp de batalla; a més que els alemanys van poder reparar tres quartes parts dels seus tancs: 49 van ser destruïts i 111 van ser reparats. Tenien 60 homes morts i 80 més ferits. En termes de baixes, la batalla de Hannut havia resultat en la destrucció de 160 tancs alemanys, davant la pèrdua de 105 tancs propis. Prioux havia assolit la seva missió tàctica i es retirà.
Hoepner ara perseguia els francesos en retirada. Impacient, no esperà les seves divisions d'infanteria. En canvi, esperava continuar fent retirar-se els francesos i no donar-los l'oportunitat de construir una línia defensiva coherent. Les formacions alemanyes perseguiren els enemics fins a Gembloux. El Panzerkorps es llançà contra les columnes franceses en retirada i els causà grans pèrdues. La persecució causà grans problemes a l'artilleria francesa, car els combat era tan proper que el perill del foc amic era molt real. Malgrat tot, els francesos, establint noves pantalles anti-tanc i Hoepner, sense suport d'infanteria, van causar que els alemanys ataquessin posicions de front. Durant la consegüent batalla de Gembloux les dues divisions panzer informaren de greus pèrdues el 14 de maig i van ser obligades a alentir la seva persecució, i les temptatives alemanyes per capturar Gembloux van ser rebutjades.
Tot i els nombrosos reversos tàctics, operativament els alemanys van distreure el Primer Grup d'Exèrcits Aliat de la zona de les Ardenes. En el progrés les seves forces, juntament amb la Luftwaffe, afebliren el cos de cavalleria Prioux. Quan les notícies de la penetració alemanya al Sedan van arribar a Prioux, es retirà des de Gembloux. Amb el sortint de Gembloux trencat, la 3a i la 4a divisions panzer ja no eren necessàries per al Grup d'Exèrcits B i van ser lliurats al Grup d'Exèrcits A. El Grup d'Exèrcits B continuà la seva pròpia ofensiva per forçar el col·lapse del front del Mosa. El Grup d'Exèrcits estava en posició d'avançar cap a l'oest cap a Mons, superar pel flanc la BEF i l'exèrcit belga que protegien el sector Dijle-Brussel·les, o girar cap al sud per superar pel flanc el 9è Exèrcit francès.
Les pèrdues alemanyes van ser molt altes a Hannut i Gembloux. La 4a divisió panzer havia perdut 137 tancs pel 16 de maig, incloent-hi 4 Panzer IV. La 3a divisió panzer havia perdut entre el 20 i el 25% de la seva força operativa, mentre que la 4a divisió Panzer entre el 45 i el 50% dels seus tancs no es trobaven en disposició de combat. Els tancs eren ràpidament reparats, però la seva força va quedar inicialment molt afeblida. El 1r Exèrcit francès havia estat apallissats i, malgrat assolir diverses victòries tàctiques defensives van veure's obligats a retirar-se el 15 de maig a causa dels esdeveniments, deixant els seus tancs al camp de batalla, mentre que els alemanys podien recuperar tranquil·lament els seus.

### 15-21 de maig: contraatacs i retirada cap a la costa

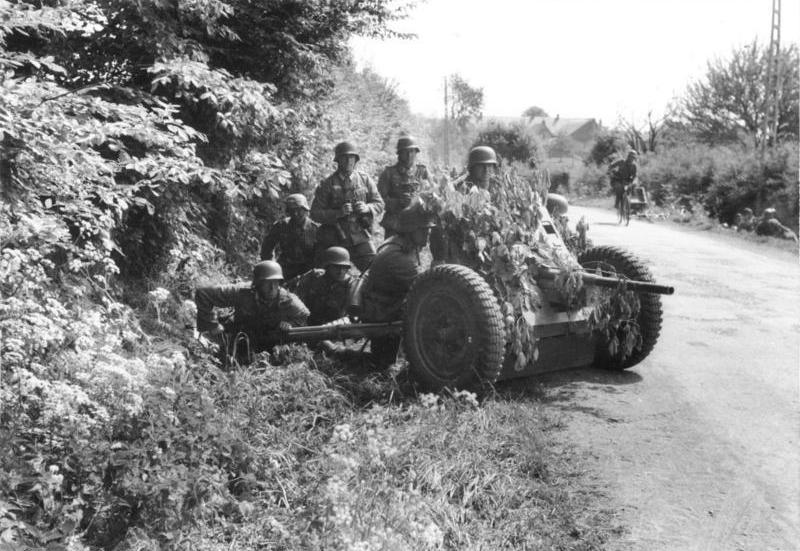
Infanteria alemanya amb un canó antitanc Pak 36 a la Bèlgica occidental al maig de 1940.

El matí del 15 de maig, el Grup d'Exèrcits A trencà les defenses al Sedan i quedà lliure per dirigir-se cap al Canal de la Mànega. Els Aliats consideraren una retirada absoluta de la trampa belga. La retirada es faria en 3 etapes: la nit del 16/17 de maig fins al riu Zenne, la nit del 17/18 de maig fins al riu Drendre i la nit del 18/19 de maig fins al riu Escalda. Els belgues eren refractaris a abandonar Brussel·les i Leuven, especialment com la línia del Dijle havien resisitit bé la pressió alemanya.
L'exèrcit belga, la BEF i el 1r Exèrcit francès, en un efecte dominó, va ser ordenat/forçat a retirar-se el 16 de maig per evitar que els seus flancs meridionals fossin superats per les forces cuirassades que arribaven des de les Ardenes i del al
 VI. Armee que avançava des de Gembloux. L'exèrcit belga mantenia al XIV.Armee a la línia K.W, juntament als exèrcits britànic i 7è francès. Si no hagués estat pel col·lapse del 2n exèrcit al Sedan, els belgues confiaven que podrien haver sostingut l'avanç alemany.
La situació reclamava que els francesos i britànics abandonessin la línia Anvers-Namur i posicions fortes en favor de posicions improvisades darrere l'Escalda, sense encarar cap resistència real. Al sud, el general Deffontaine, comandant del VII. Cos belga es retirà de les regions de Namur i Lieja, la regió de la fortalesa de Lieja es resistí durament al VI.Armee. Al nord, el 7è Exèrcit va ser desviat d'Anvers després de la rendició neerlandesa el 15 de maig, però després va ser enviat a donar suport al 1r Exèrcit francès. Al centre, l'exèrcit belga i el BEF patí poca pressió alemanya. El 15 de maig, l'únic sector per ser realment provat va ser als voltants de Leuven, que estava defensat per la 3a divisió britànica. Després, la BEF no va ser perseguida vigorosament fins a l'Escalda.
Després de la retirada de l'exèrcit francès del sector nord, els belgues van haver de protegir la ciutat fortificada d'Anvers. Quatre divisions (incloent-hi les divisions de reserva 13a i 17a) s'enfrontaren al XVIII.Armee (divisions d'infanteria 208, 225 i 526). Els belgues aconseguiren defensar amb èxit la part nord de la ciutat, retardant les forces d'infanteria alemanyes mentre que començaven a retirar-se d'Anvers el 16 de maig. La ciutat va caure entre el 18/19 de maig després d'una considerable resistència belga. El 18 de maig els belgues van assabentar-se que el Fort Marchovelette de Namur havia caigut; Suarlee va caure el 19, St. Heribert i Malonne el 21; i Dave, Maizeret i Andoy el 23 de maig.
Les propostes d'una retirada estratègica britànica del continent va ser rebutjada pel Cabinet de Guerra i pel Cap de l'Estat Major Imperial General. Van enviar el General Ironside perquè informés a Gort de la seva decisió i per a ordenar-lo que conduís una ofensiva cap al sud-oest «tot i l'oposició» per arribar a les «forces principals franceses» al sud (tot i que les forces franceses més fortes es trobaven a nord). Es demanà a l'exèrcit belga que aprovés el pla, o si ho preferien, que la Royal Navy britànica evacuaria les unitats que pogués. El govern britànic decidí que encara que "l'ofensiva del Somme" assolís d'èxit, algunes unitats haurien de ser evacuades i ordenà a l'almirall Ramsay que reunís una gran quantitat de naus. Així s'inicià l'operació Dinamo.
Ironside arribà al Quarter General britànic el 20 de maig a les sis del matí, el mateix dia en què les comunicacions continentals entre França i Bèlgica quedaren tallades. Quan Ironside presentà les seves propostes a Gosrt, aquest li replicà que un atac així seria impossible. Set de les seves nou divisions estaven a l'Escalda, i encara que fos possible retirar-les d'allà, es crearia una escletxa entre els belgues i els britànics, que l'enemic podria aprofitar per encerclar-los. A més, la BEF havia estat en marxa i en combat durant 9 dies i ara començava a anar just de munició. L'esforç principal va ser fet pels francesos al sud.
La posició belga sobre cap moviment ofensiu va ser deixada ben clara pel rei Leopold III: l'exèrcit belga no podia dur a terme cap operació ofensiva mentre que li manquessin tancs i avions; i només podria dedicar-se a la defensa. El rei també va fer saber que a la zona belga encara lliure només hi havia menjar per a dues setmanes. Leopold no esperava que la BEF arrisqués la seva posició per establir contacte amb els belgues, però advertí als britànics que si persistien amb l'ofensiva meridional els belgues quedarien superats i el seu exèrcit podria col·lapsar-se. El rei Leopold suggerí que el millor recurs era establir un cap de platja cobrint Dunkerque i els ports belgues del canal. La voluntat del GIGS va prevaldre. Gort només enviaria dos batallons d'infanteria i l'únic batalló cuirassat de la BEF a l'atac, que encara a alguns èxits tàctics inicials, no aconseguiren superar la línia defensiva alemanya a Arràs el 21 de maig.
Després d'aquest fracàs, es demanà als belgues que es retiressin fins al riu IJzer i protegissin el flanc esquerre aliat i les zones re retirada. L'assistent del Rei, general Overstraten, va dir que no es faria un moviment així i que comportaria l'exèrcit belga a la desintegració. Va suggerir-se un nou pla per a noves ofensives. Els francesos demanaren als belgues que es retiressin fins a Leie i als britànics fins a la frontera francesa entre Maulde i Halluin, els belgues haurien d'expandir el seu front per alliberar parts de la BEF per l'atac. El 1r exèrcit francès hauria d'alliberar dues divisions més del flanc dret. Leopold dubtava a fer un moviment així, car abandonava una porció de Bèlgica. L'exèrcit belga estava exhaust i tenia al davant una tasca tècnica enorme que necessitaria massa per completar-se.
En aquells moments, els belgues i els britànics van arribar a la conclusió que els francesos estaven fora de joc i que els exèrcits aliats, a la bossa de la frontera franco-belga, serien destruïts si no s'emprenia cap acció. Els britànics, que havien perdut la confiança en els seus aliats, decidiren assegurar la supervivència de la BEF.

### 22-28 de maig: darreres batalles defensives

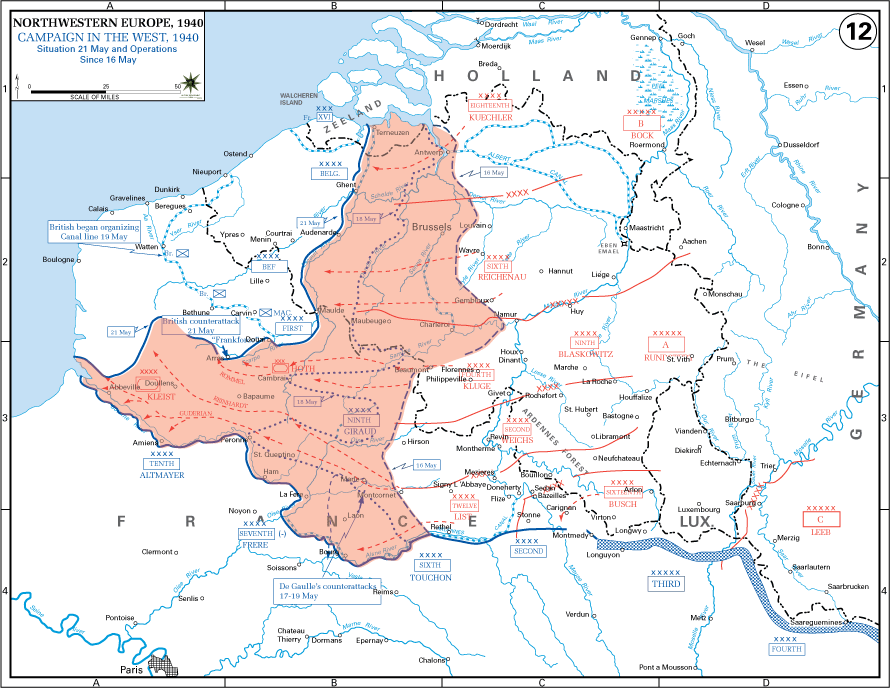
Avanç alemany cap al Canal de la Mànega

El front belga el matí del 22 de maig s'estenia uns 90 km. De nord a sud, començant pel Cos de Cavalleria, que avançà fins Terneuzen. Els Cossos V, II, VI, VII i IV (tots ells belgues) estaven situats un al costat de l'altre. Protegint la costa hi havia dos Cossos de Senyals. Aquestes formacions ara es trobaven protegint el front oriental, mentre que la BEF i les forces franceses es retiraven cap a l'oest per protegir Dunquerke, que era vulnerable a l'assalt alemany el 22 de maig. El front oriental seguí intacte, però els belgues ara ocupaven la darrera posició fortificada a Leie. El I Cos, amb només dues divisions incompletes, havia participat molt als combats i la seva línia era feble. Aquell dia, Winston Churchill visità el front i pressionà perquè els exèrcits francesos i britànics avancessin cap al nord-est. Assumí que el Cos de Cavalleria belga podria suportar el flanc dret de les ofensives. Churchill envià el següent missatge a Gort:
1. L'Exèrcit belga ha de retirar-se a la línia de l'Yser i aguantar allà, les comportes s'obriran. 

2. L'Exèrcit britànic i el Primer Exèrcit francès han d'atacar direcció sud-oest cap a Bapaume i Cambrai al primer moment, a ser possible demà, amb 8 divisions, i amb el Cos Belga de Cavalleria a la dreta dels britànics.
L'ordre ignorà el fet que l'exèrcit belga no podria retirar-se fins a l'Yser, i allà hi havia poques oportunitats que es pogués unir a l'atac. El pla per a la retirada belga fou estudiat, el riu Yser cobria Dunquerke a l'est i al sud, mentre que el Canal de La Bassée cobria el seu oest. L'anell sobre l'IJzer també retallà dramàticament la zona d'operacions de l'exèrcit belga. Com que un moviment així hagués abandonat Passendale i Ieper i hagués comportat la captura d'Oostende mentre que es reduïa el territori belga encara lliure d'ocupació. I, per descomptat, hagués significat la pèrdua de tots els ports belgues a l'est del riu IJser, com Zeebrugge i Oostende.
El 23 de maig els francesos intentaren llançar una sèrie d'ofensives contra la línia defensiva alemanya a Ardenes-Calais però no aconseguí fer grans guanys. Mentrestant, sobre el front belga, aquests, sota pressió, es retiraren encara més, i els alemanys capturaren Terneuzen i Gant aquell dia. Els belgues també tenien problemes en moure el combustible, menjar i munició que aquells havien deixat. La Luftwaffe gaudia d'una absoluta superioritat aèria, i feia molt perillosa la vida quotidiana en termes de logística. El suport aeri només podia referir-se "sense fils" i la RAF estava operant des de bases al sud d'Anglaterra, la qual cosa dificultava les comunicacions. Els francesos negaren als belgues l'ús de les bases de Dunkerque, Bourbourg i Gravelines, que inicialment havien estat posades a la seva disposició. Els belgues van veure's forçats a usar els ports que li quedaven, a Nieuwpoort i Oostende.
Churchill i Maxime Weygand, que havia substituït Gamelin, estaven decidits a assaltar la línia alemanya i treure les seves forces al sud. Quan comunicaren les seves intencions al rei Leopold i a van Overstraten el 24 de maig, aquest darrer va quedar bocabadat. Una perillosa escletxa s'estava obrint entre britànics i belgues entre Ypres i Menen, que amenaçava el que quedava del front belga. Els belgues no podien cobrir-ho, car un moviment així els superava. Sense consultar els francesos ni demanar permís el seu govern, Gort ordenà immediatament i de manera decisiva a les divisions 5a i 50a que tanquessin la bossa i abandonessin qualsevol operació ofensiva més al sud.
Al vespre del 24 de maig, von Bock havia llençar quatre divisions, del VI.Armee de Reichenau, contra les posicions del IV Cos a la zona de Kortrijk. Els alemanys aconseguiren, tot i fer front a una resistència ferotge, travessar el riu de nit i aconseguiren una penetració d'un kilòmetre i mig en un front de 20 km entre Wervik i Kortrijk. Els alemanys, amb xifres superiors i amb el control de l'aire, havien conquerit el cap de pont. Malgrat això, els belgues havien causat moltes baixes i diverses derrotes tàctiques als alemanys. Les divisions belgues d'infanteria 1a, 3a, 9a i 10a, actuant com a reforços, havien llançat diversos contraatacs i aconseguiren capturar 200 presoners alemanys. L'artilleria i la infanteria belga van ser contínuament atacades per la Luftwaffe fins a aconseguir derrotar-los, i fent que els belgues culpessin a britànics i francesos de no concedir-los cobertura aèria. El cap de pont alemany exposava perillosament el flanc est de la 4a divisió d'infanteria britànica. Montgomery envià diverses unitats de la 3a divisió (incloent-hi la infanteria pesant dels batallons 1r i 7è de Middlesex, i la 99a Bateria, 20è Regiment Antitanc), com a defensa improvisada.
Un punt crític del «Pla Weygad» i l'argument per a una retirada cap al sud pel govern britànic i l'exèrcit francès, va ser la retirada de les forces per veure l'ofensiva a través de la qual havien deixat l'exèrcit belga sobreextès i va ser instrumental en el seu col·lapse. Va ser obligat a cobrir les zones ocupades per la BEF per tal de permetre a aquest preparar l'ofensiva. Com que un col·lapse hauria resultat en la pèrdua dels ports del canal darrere del front aliat, caient en un encerclament estratègic absolut. La BEF hauria pogut fer més per contraatacar sobre el flanc esquerre de von Bock per tal de rellevar els belgues mentre que von Bock atacava sobre la posició fortificada britànica de Kortrijk. L'alt comandament belga va demanar més de 5 vegades als britànics que ataquessin el flanc esquerre de les divisions alemanyes entre l'Escalda i el Leie per evitar el desastre.
L'Almirall Sir Roger Keyes va transmetre aquest missatge al Quarter General:
Van Overstraten demana desesperadament un contraatac britànic. Tant al nord com al sud de Leie podria ajudar a restaurar la situació. Els belgues esperen ser atacats demà al front de Gant. Els alemanys han situat un cap de pont sobre la riba oest del canal d'Eeclo. No es pot qüestionar la retirada belga fins a l'IJzer. Un batalló en marxa al nord-est d'Ieper ha estat pràcticament destruït avui en ser atacats per setze avions. La retirada per carreteres obertes sense cobertura aèria és molt costosa. La majoria dels seus subministraments estan a l'est d'Yser. Representa que s'ha de fer el que sigui per restaurar la situació a Leie mitjançant contraatacs britànics, i l'oportunitat per fer-ho potser només durarà unes hores.
No va tenir lloc cap atac. Els alemanys van portar reserves de refresc per cobrir l'escletxa Menen-Ieper. Això pràcticament separà els belgues dels britànics. Les divisions belgues 2a i 6a d'Infanteria i 10a de Cavalleria frustraren les temptatives alemanyes d'explotar l'escletxa en profunditat, però la situació encara era crítica.
El 26 de maig s'inicià oficialment l'operació Dinamo, en la qual grans contingents de tropes franceses i britàniques van ser evacuades al Regne Unit. En aquells moments la Royal Navy havia evacuat gairebé 28.000 britànics no-combatents. Boulogne-sur-Mer havia caigut i Calais estava a punt de fer-ho, deixant només Dunkerque, Oostende i Zeebrugge com a únics ports viables des d'on fer l'evacuació. L'avanç del XIV.Armee no deixaria Oostende disponible gaire temps més; mentre que a l'oest, el Grup d'Exèrcits A havia arribat fins Duinkerke i estaven a només 6 km del seu centre el matí del 27 de maig, deixant el port a l'abast de l'artilleria.
La situació el 27 de maig havia canviat considerablement en només 24 hores. L'exèrcit belga va haver de retirar-se de la línia de Leie el 26 de maig, i Nevele, Vinkt, Tielt i Izegem van ser conquerides a la zona central i occidental del front de Leie. A l'est els alemanys havien arribat als afores de Bruges, i capturaren Ursel. A l'oest, la línia Menen-Ieper va trencar-se a Kortrijk i els belgues estaven fent servir vagons de tren per formar defenses antitanc en una línia entre Ieper–Passendale–Roeselare. Més a l'oest, la BEF va haver de retirar-se, al nord de Lilla just al damunt de la frontera amb França, i ara estava en perill de quedar atrapada entre ells i els flanc sud belga a la línia Ieper-Lille. El perill de permetre l'avanç alemany fins a Dunkerque que comportaria la pèrdua del port era massa gran. Els britànics van evacuar el port el 26 de maig. En fer-ho van deixar el flanc est del Primer Exèrcit francès descobert prop de Lille. A mesura que els britànics marxaven, els alemanys avançaven, encerclant el gruix de l'exèrcit francès. Tant Gort com el seu cap d'estat major, General Henry Pownall, acceptaren que la seva retirada comportaria la destrucció del Primer Exèrcit francès, i que ells dos serien assenyalats per això.
Els combats del 26-27 de maig havia portat l'exèrcit belga al llindar del col·lapse. Els belgues encara mantenien la línia Ypres-Roulers a l'oest, i la línia Bruges-Thelt a l'est. Però, el 27 de maig, el front es col·lapsà al sector Izegem-Tielt. Res no podia evitar l'amenaça alemanya a l'est per capturar Oostende i Bruges, o a l'oest per capturar els ports de Nieuport o La Panne, molt al darrere de les línies aliades. Els belgues pràcticament havien exhaurit tots els mitjans disponibles de resistència. La desintegració de l'exèrcit belga i el seu front van fer que s'acusés erròniament als britànics. De fet, en nombroses ocasions, els belgues aguantaren després de la retirada britànica: un exemple va ser quan ocuparen la línia de l'Escalda, on rellevaren la 4a divisió britànica, permetent-la retirar-se a les seves línies. Malgrat això, Gort i, per extensió Pownall, mostraren un injust menyspreu pels belgues. Quan se li preguntà si els belgues havien de ser evacuats, es diu que Pownall respongué: "Ens importa un borrall el que els passi als belgues".

### La rendició dels belgues
L'exèrcit belga des de Cadzand a Menen al sud fins al riu Leie, i a l'oest, des de Menen fins a Bruges sense disposar de reserves. A excepció de les sortides de la RAF, el control de l'aire estava exclusivament en mans de la Luftwaffe, i els belgues afirmaren d'atacs contra tots els objectius, resultant en baixes. No quedaven obstacles naturals entre els belgues i l'exèrcit alemany, i la retirada no era factible. La Luftwaffe havia destruït la major part dels nusos ferroviaris fins a Dunkerque, i només quedaven tres carreteres: Bruges–Torhout-Diksmuide, Bruges–Gistel–Nieuwpoort i Bruges–Oostende–Nieuwpoort. Usar-les com a eix per retirar-se era impossible de fer sense patir pèrdues a causa de la supremacia aèria. El subministrament d'aigua estava malmès, així com el gas i l'electricitat. Els canals van ser assecats i emprats com abocadors de la munició i el menjar pels animals que quedà. Només quedava lliure una àrea de 1.700 km², plena de militars i civils, i aquests darrers sumaven 3 milions de persones. Sota aquestes circumstàncies, el rei Leopold considerà que qualsevol resistència ja seria inútil. Al vespre del 27 de maig demanà l'armistici.
Churchill envià un missatge a Keyes el mateix dia, i deixava clar el que pensava de la petició:
L'Ambaixada belga assumeix la decisió del Rei de quedar-se i veu la guerra com a pedruda, contemplant (a) la pau per separat. Això és a fi de desvincular-se del govern constitucional belga restablert en territori estranger. Encara que si l'actual exèrcit belga hagi d'abandonar les armes, hi ha 200.000 belgues en edat militar a França, així com més recursos dels que Bèlgica disposava el 1914 per lluitar. Per la present decisió el Rei està dividint la Nació i lliurant-la a la protecció de Hitler. Si us plau transmetin aquestes consideracions al Rei, i facin-li veure les conseqüències desastroses que l'elecció actual tindria pels Aliats i per Bèlgica. 

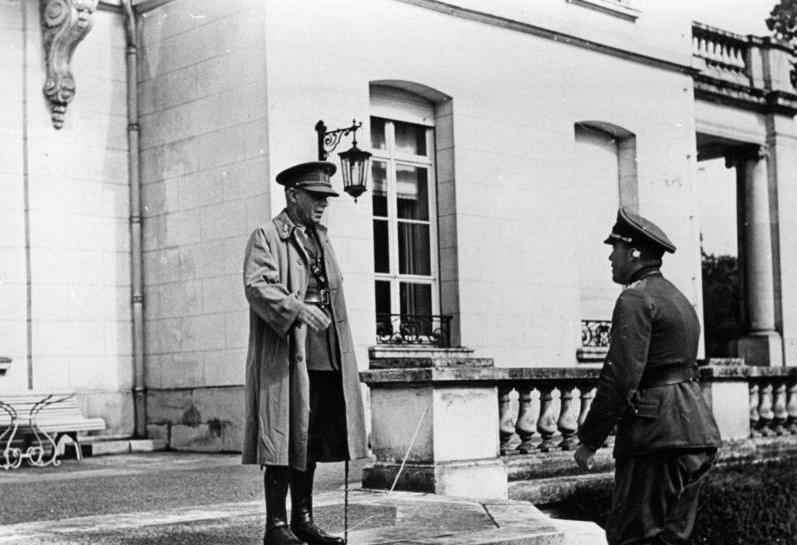
Negociació de la capitulació belga.

La Royal Navy evacuà el Quarter General a Middelkerke i St. Andrews, a l'est de Bruges, durant la nit. Leopold III i la seva mare, la Reina Mare Elisabet es quedaren a Bèlgica durant cinc anys de captivitat autoimposada. En resposta al consell del seu govern d'encapçalar un govern a l'exili, Leopold afirmà: He decidit quedar-me. La causa dels Aliats està perduda.
La rendició belga entra en vigència a les 04:00 del 28 de maig. Les recriminacions abundaren, amb britànics i francesos afirmant que els belgues havien traït l'aliança. A París, el primer ministre francès Paul Reynaud denuncià la rendició de Leopold, tot i que el cap de govern belga, Hubert Pierlot, informà que Leopold havia actuat contra el consell unànime del govern. Com a resultat, el rei no va estar gaire temps en una posició per governar el país i el govern belga a l'exili de París (després de la caiguda de França tindria la seu a Londres), continuaria la lluita. La queixa principal era que els belgues no havien advertit que la seva situació era tan greu com per capitular. Aquestes afirmacions eren en gran manera injustes. Els Aliats sabien, i havien admès en privat el 25 de maig pels seus contactes amb els belgues, que aquests es trobaven al llindar del col·lapse.
La resposta oficial britànica i de Churchill va ser restringida oficial. Això es va deure al fet que la tenaç campanya defensiva belga no va ser presentada al govern fins al 28 de maig a les 11:30. Els ministres belgues i francesos es referiren a les accions de Leopold com a traïció, però no eren conscients de la realitat: Leopold no havia signat un acord amb Hitler per tal de formar un govern col·laboracionista, sinó una rendició incondicional com a Comandant en Cap de les Forces Armades Belgues.

## Baixes

### Baixes belgues
- Morts en acció: 6.093, a més de 2.000 presoners de guerra que van morir al captiveri[3]
- Desapareguts: més de 500[3]
- Capturats: 200.000[4]
- Ferits: 15.850[4]
- Avions: 112 destruïts[6]

### Baixes franceses
Les xifres específiques de la batalla de Bèlgica són desconegudes, però els francesos patiren les següents baixes durant tota la campanya occidental entre el 10 de maig i el 22 de juny:
- Morts en acció: 90.000[5]
- Ferits: 200.000[5]
- Presoners de Guerra: 1.900.000.[5]
- Avions: 112 destruïts: 264 entre el 12 i el 25 de maig; i 50 entre el 26 de maig i l'1 de juny.[9]

### Baixes britàniques
Les xifres específiques de la batalla de Bèlgica són desconegudes, però els britànics patiren les següents baixes durant tota la campanya occidental entre el 10 de maig i el 22 de juny:
- 68.111 morts en acció, ferits o capturats.[136]
- 64.000 vehicles destruïts o abandonats[136]
- 2.472 canons destruïts o abandonats[136]
- Avions: Les pèrdues de la RAF durant tota la campanya (10 de maig a 22 de juny) va ser de 931 avions i 1.526 baixes. Les baixes fins al 28 de maig són desconegudes.[136] Les pèrdues britàniques a l'aire sumaren 344 entre el 12 i el 25 de maig, i 138 entre el 26 de maig i l'1 de juny.[9]

### Baixes alemanyes
L'informe del Oberkommando der Wehrmacht sobre les operacions a l'oest entre el 10 de maig i el 4 de juny (Zusammenfassender Bericht des Oberkommandos der Wehrmacht über die Operationen im Westen vom 10. Mai bis 4. Juni) informa:
- Morts en acció: 10.232 oficials i soldats[137]
- Desapareguts: 8.463 oficials i soldats[137]
- Ferits: 42.523 oficials i soldats[137]
- Pèrdues de la Luftwaffe entre el 10 de maig i el 3 de juny: 432 avions[137]
- Pèrdues de la Kriegsmarine: cap[137]